# Heteronucia
Heteronucia is een geslacht van kreeftachtigen uit de klasse van de Malacostraca (hogere kreeftachtigen).

## Soorten
- Heteronucia angulata Barnard, 1946
- Heteronucia elegans Chen & Türkay, 2001
- Heteronucia fujitai Komatsu & Takeda, 2009
- Heteronucia globata Sakai, 1963
- Heteronucia granulata Komatsu & Takeda, 2005
- Heteronucia laminata (Doflein, 1904)
- Heteronucia margaritata Chen & Ng, 2003
- Heteronucia mesanensis Rathbun, 1909
- Heteronucia minuta Chen, 1996
- Heteronucia obfastigiatus Chen & Sun, 2002
- Heteronucia oeschi Ward, 1941
- Heteronucia perlata (Sakai, 1963)
- Heteronucia spinifera Edmondson, 1951
- Heteronucia toyoshioae Komatsu & Takeda, 2005
- Heteronucia tuberculata Chen & Türkay, 2001
- Heteronucia venusta Nobili, 1906
- Heteronucia vesiculosa Alcock, 1896
- Heteronucia xincunensis Chen & Türkay, 2001